# راندي شانون
راندي شانون (بالإنجليزية: Randy Shannon)‏ هو لاعب كرة قدم أمريكية أمريكي، ولد في 24 فبراير 1966 في ميامي في الولايات المتحدة.

## وصلات خارجية
- راندي شانون على موقع مرجع كرة القدم المحترفة.كوم (الإنجليزية)
- راندي شانون على موقع IMDb (الإنجليزية)